# Palaiologosz Ilona ciprusi királyné
Palaiologina Ilona (Misztra, 1428. – Nicosia, 1458. április 11.), franciául: Hélène Paléologue, olaszul: Elena Paleologa, görögül: Ελένη Παλαιολογίνα, bizánci császári hercegnő, ciprusi királyné, valamint címzetes jeruzsálemi és örmény királyné. VIII. János és XI. Konstantin bizánci császárok unokahúga, és II. Manuél bizánci császár unokája, aki megérte hazája, a Bizánci Birodalom bukását.

## Élete, származása

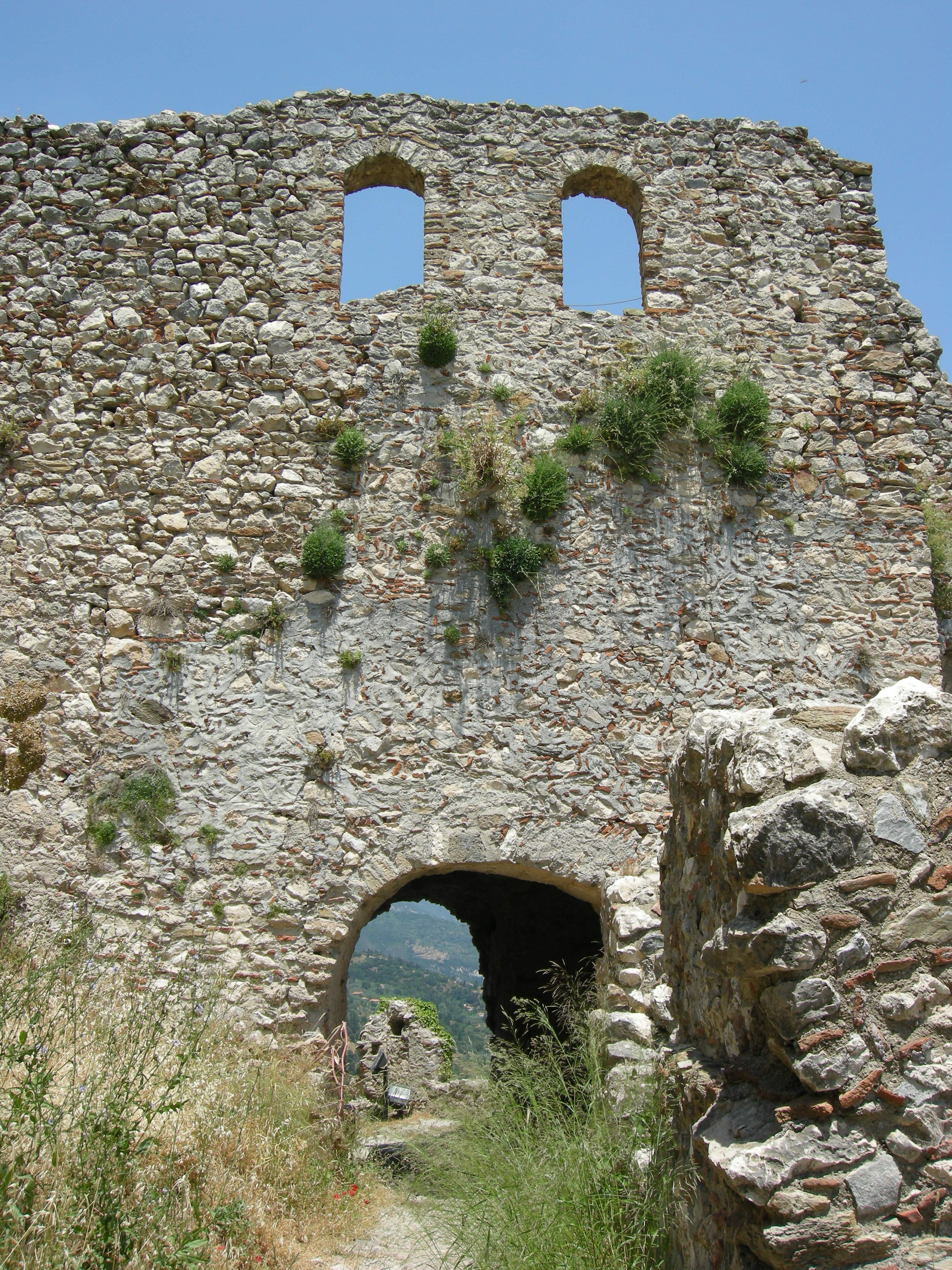
Misztra vára

Édesapja II. Theodórosz (1396–1448), Morea despotája, II. Manuél bizánci császár fia.
Édesanyja Malatesta Kleofa (–1433), Pesaro úrnője, V. Márton pápa unokahúga volt. Szülei 1421. január 19-én házasodtak össze. Ilona volt az egyetlen gyermekük.
Ilona 1442. február 3-án a nicosiai Szent Bölcsesség Székesegyházban feleségül ment II. János ciprusi királyhoz. Ilona lett János második felesége.

## Gyermekei
- Férjétől, II. János (1418–1458) ciprusi királytól, 2 leány: 
  - Sarolta (Karola) (1442–1487), I. Sarolta néven ciprusi királynő, első férje Avisi János (1433–1457) portugál királyi herceg, gyermekei nem születtek, a második férje Savoyai Lajos (1436–1482) iure uxoris ciprusi király, 1 fiú:
    - (második házasságából): Savoyai Hugó (Henrik) (1464 – 1464. július 4. előtt) ciprusi királyi herceg

  - Kleofa (Kleopátra) (1444–1448) ciprusi királyi hercegnő